# Palacio de Justicia del Condado de Hudson
El Palacio de Justicia del Condado de Hudson o el Palacio de Justicia Juez William J. Brennan Jr. se encuentra en Jersey City, la segunda ciudad más poblada del estado de Nueva Jersey (Estados Unidos). La estructura de seis pisos se construyó originalmente entre 1906 y 1910 a un costo de 3 328 000 dólares. Es un ejemplo recurrente del estilo Beaux-Arts en Estados Unidos.
Fue la sede de gobierno del condado de Hudson desde su inauguración el 20 de septiembre de 1910 hasta la construcción del edificio de administración del condado de Hudson en 1966. Estuvo vacío durante muchos años y se contempló aun demolerlo. Fue agregado al Registro Nacional de Lugares Históricos el 25 de agosto de 1970 y comenzó a ser restaurado mediados de los años 1970. En 1984, la Junta de Propietarios Elegidos del Condado de Hudson cambió el nombre del edificio en honor al juez de la Corte Suprema William J. Brennan Jr. Fue reabierto en 1985. En 1988 su restauración fue galardonada con el Premio de Preservación de la Sociedad Victoriana en América en 1988.
A 2019 tiene ocho salas de tribunal en funcionamiento y alberga las oficinas del condado del ejecutivo, del representante y el Colegio de Abogados. El sitio se ha utilizado en anuncios publicitarios y en programas de televisión y películas, como Law & Order o el Joker.

## Construcción
El Palacio de Justicia fue diseñado por el nativo de Jersey City, Hugh Roberts, dos veces presidente del Capítulo de Nueva Jersey del American Institute of Architects. Roberts, cuñado del futuro senador de los Estados Unidos y gobernador de Nueva Jersey, Edward I. Edwards, recibió un nombramiento directo como arquitecto. No se llevó a cabo ningún concurso ni licitación de diseños, lo que generó controversia entre los arquitectos locales. La propiedad en la que se encuentra el edificio se obtuvo de catorce propietarios separados entre 1905 y 1914. La primera piedra se colocó el 21 de marzo de 1906 y la piedra angular, el 12 de diciembre. La construcción fue realizada por Wells Brothers de Nueva York y la construcción de los interiores y acabados fue realizada por John Gill & Son de Cleveland.
Está construido con granito extraído de Hallowell. El frente está dominado visualmente por cuatro columnas corintias y un friso sobre la entrada principal con la inscripción "El precedente hace la ley; si te mantienes bien, quédate quieto".

## Interiores
Roberts delegó la asignación de obras de arte al muralista Francis David Millet, conocido por su trabajo como director de decoraciones para la Exposición Mundial Colombina de 1893 en Chicago ; Millet se asignó dos lunetas en el tercer piso y una docena de pequeños paneles en los pasillos del segundo piso. También en el tercer piso, Millet asignó dos lunetas a Charles Yardley Turner, así como ocho más a Kenyon Cox. Cox también proporcionó los techos de arista. Edwin Blashfield pintó la cúpula de vidrio y las cuatro pechinas entre sus arcos de soporte. La cámara legislativa de estilo Tudor de la Junta de Propietarios en el segundo piso estaba adornada con murales de Howard Pyle que representan los primeros años de los holandeses e ingleses en Nueva Jersey. Esta sala ha sido llamada "una de las cámaras legislativas más hermosas de los Estados Unidos".
David G. Lowe, escribiendo en la revista American Heritage, describió el interior del edificio:

"El interior del juzgado es una explosión de color: gris perla y mármoles veteados de verde, lámparas doradas, pintura amarilla, verde y azul. De pie en el gran patio central, uno ve los tres pisos de la rotonda y la cúpula cuyo borde exterior está pintado con los signos del zodíaco y cuyo centro es un ojo de un vitral digno de Tiffany. Uno siente, como se siente en la rotonda en el corazón del Capitolio en Washington, la dignidad del gobierno y la permanencia de la ley".

## Restauración

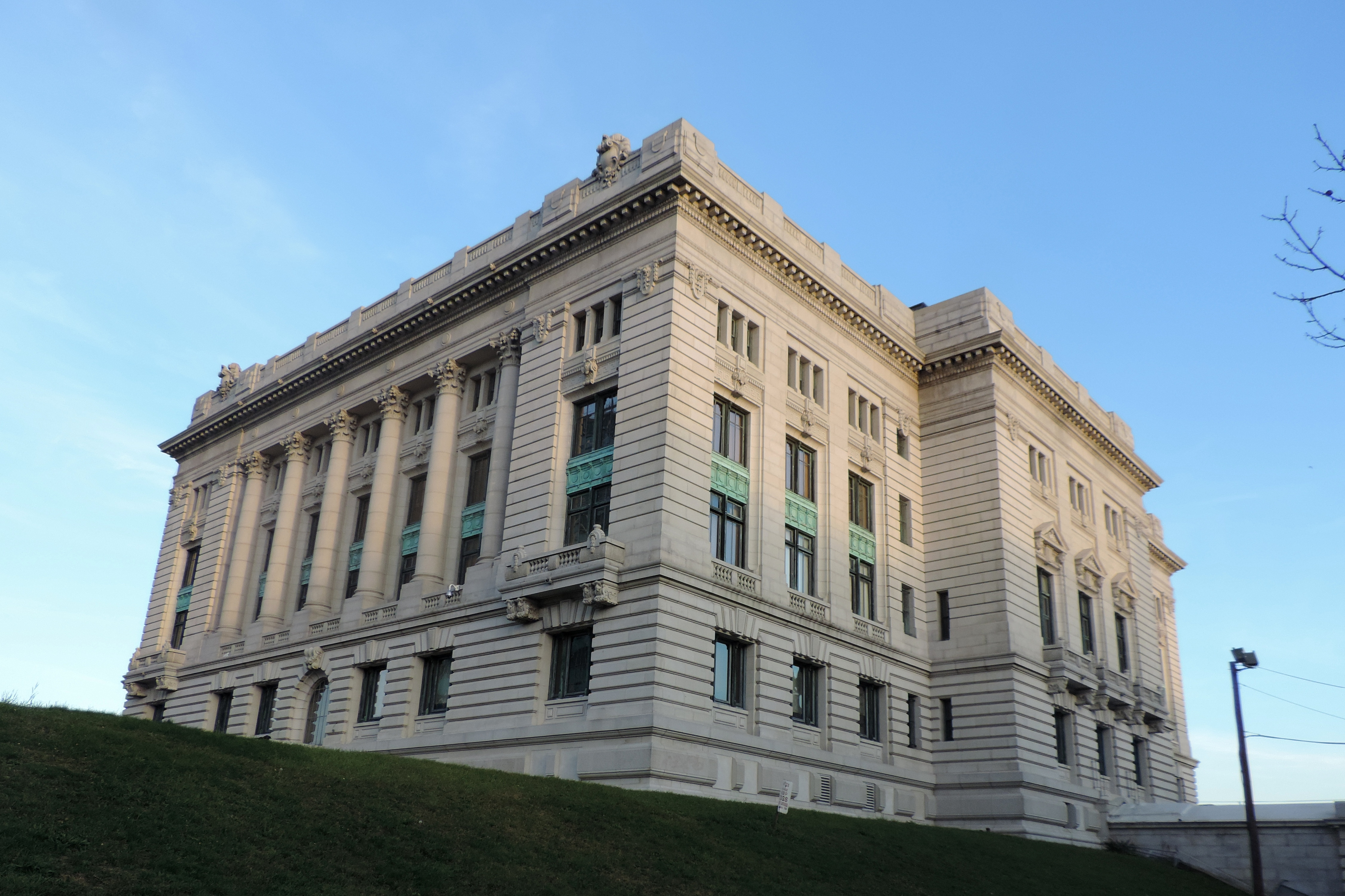
Caras suroeste y noroeste

Se habían propuesto planes para restaurar el edificio incluso antes de que cayera en desuso. En 1961, el modelista arquitectónico Theodore Conrad propuso convertirlo en un nuevo ayuntamiento para Jersey City. El plan habría creado un centro comercial frente y lo habría rodeado con edificios adicionales y un museo. Otra propuesta albergaría una sucursal del Museo Estatal de Nueva Jersey. Conrad dirigió un grupo de ciudadanos que presionó por la preservación del edificio y lo incluyó en el Registro Nacional de Lugares Históricos. El galardonado proyecto de restauración permitió su reapertura en 1985 como tribunales civiles y otras oficinas del condado.

## Nuevo nombre
La Junta de Propietarios Elegidos del Condado de Hudson cambió el nombre del edificio en 1984 en honor al juez adjunto de la Corte Suprema William J. Brennan, quien había servido allí como juez de asignación del condado de Hudson desde 1947 hasta 1951. Tras la decisión de la Corte Suprema de 1989 en Texas v. Johnson, que escribió Brennan, los grupos de veteranos solicitaron sin éxito que se eliminara sun nombre, pero los Freeholders votaron unánimemente para mantenerlo.